# Simón Bolívar (Pativilca)
Simón Bolívar es un caserío peruano ubicado en el distrito de Pativilca, perteneciente a la provincia de Barranca del departamento de Lima, en la costa central del Perú. 

## Ubicación
Simón Bolívar se ubica al oeste de la provincia de Barranca, en el distrito de Pativilca, en el departamento de Lima.

## Demografía
En 2017 Simón Bolívar tenía una población de 481 habitantes.